# Kirjava
Kirjava er en daimon, som man møder i Philip Pullmans trilogi Det gyldne kompas.
Man møder hende først i bogen Ravkikkerten, som er den tredje og sidste bog i trilogien. Kirjava tilhører Will Parry, som først kan se hende efter at have forladt en del af sin sjæl, da han skal rejse til de dødes land og befri spøgelserne.
Kirjava antager i slutningen skikkelse som en kat.
| Fiktion | Spire Denne artikel om en historie eller noget fiktivt er en spire som bør udbygges. Du er velkommen til at hjælpe Wikipedia ved at udvide den. |